# Protosmia asensioi
Protosmia asensioi är en biart som beskrevs av griswold, Parker och > 1987. Protosmia asensioi ingår i släktet Protosmia och familjen buksamlarbin. Inga underarter finns listade i Catalogue of Life.